# Takei Hirojuki
Takei Hirojuki (武井 宏之; Hepburn: Takei Hiroyuki; Jomogita, Aomori prefektúra, 1972. május 15. –) japán mangaművész (mangaka), legismertebb műve a Sámán király.

## Pályafutása
Takei Hirojuki mangaművészi karrierjét az SD Hjakkaten Series illusztrálásával kezdte, írója EXIAD volt és egy fanzine keretében készült. Pályafutása elején, 1992-ben, Szakura Tamakicsi asszisztenseként dolgozott annak Siavasze no katacsi (しあわせのかたち; Hepburn: Shiawase no katachi) és Kame-szan (カメさん; Hepburn: Kame-san) című művein, illetve Kirijama Kódzsi Ninkuján. Ekkoriban első one-shotját, a Dragdoll dant felterjesztette a Tezuka-díjra, de elutasították a jelölést. 1994-ben Itako no Anna one-shotja dicséretben részesült a 48. Tezuka-díj átadóján. Később bemutatkozott Vacuki Nobuhirónak és Oda Eiicsiróval együtt Vacuki asszisztensei lettek Ruróni Kensin sorozatán.
Takei a Súkan Sónen Jump 1996 téli különszámában publikálta Death Zero, az 1996 nyári különszámában pedig Bucu Zone one-shotját. A Bucu Zone átdolgozott változata lett Takei első mangasorozata, amely a Súkan Sónen Jumpban futott 1997-ben. 1998-ban kezdte publikálni – szintén a Súkan Sónen Jumpban – a Sámán királyt, amely a leghosszabb ideig futó sorozata lett, 2004-ben fejeződött be. 2007-ben jelent meg újabb sorozata, a Dzsúki ningen Jumbor, amely tíz számot ért meg a Súkan Sónen Jumpban és egy kötetben is megjelent.
A 2008-as Jump Festán jelentette be a Shueisha a Sámán király kanzenban újrakiadását. A kanzenban-kiadás a rajongók által elfogadott új végkifejletet kapott. 2008. március 4-én közölte a Shueisha, hogy Takei a Karakuri dódzsi Ultimo sorozatot Stan Lee neves amerikai képregényalkotóval közösen fogja készíteni. A manga a Jump Square mangamagazinban fut.
2010 óta a Karakuri dódzsi Ultimo mellett Jumbor című sorozatán dolgozik, amelynek írója Mikami Hiromasza.

## Inspirációk
Egy Shonen Jump-interjúban Takei elmondta, hogy más szerzők képregényei közül a kedvencei a Taijó koszoku Barutól, a Blade of the Immortal Szamura Hiroakitól és a Hellboy Mike Mignola tollából. Elmondása szerint hatottak rá az amerikai képregények, a mecha animék, a Tank Girl Jamie Hewletttől, Araki Hirohiko, a JoJo no kimjó na bóken szerzője és Tezuka Oszamu is.

## Művei

### Mangák
- Itako no Anna (1994) (one-shot, a Bucu Zone 3. kötete is tartalmazza)
- Death Zero (1996) (one-shot, a Bucu Zone 2. kötete is tartalmazza)
- Bucu Zone (1996) (one-shot, a Bucu Zone 1. kötete is tartalmazza)
- Bucu Zone (1997)
- Sámán király (1998–2004)
  - Funbari no Uta (1999–2004)
  - Mappa dódzsi (2004)
  - Shaman King Zero (2011–2012)
  - Shaman King Flowers (2012–2014)
- Exotica (2003) (one-shot, a Sámán király 27. kötete is tartalmazza)
- Dzsúki ningen Jumbor (2007)
- Karakuri dódzsi Ultimo (2009–)
- Karakuri dódzsi Ultimo: 0 (2009) (one-shot)
- Jumbor (2009) (one-shot, a Jumbor 1. kanzenban kötete is tartalmazza)
- Jumbor – Areno no jukadanbó (2010) (one-shot, a Jumbor 2. kanzenban kötete is tartalmazza)
- Jumbor (2010–)
- Danball senki – Kaidó Dzsin gaiden (2011) (one-shot)
- Danball senki – Boost gaiden (2011) (one-shot)
- Jahabe (2012) (one-shot)

### Fanzine-ek
- SD Hjakkaten Series (ＳＤ百貨店シリーズ; Hepburn: SD Hyakkaten Series?; SD Departement Store Series)
- Jumbor Japon (a szerző saját kiadása, a Comiket 73-on értékesítették)

### Kiadatlan művek
- Szabaki no ikazucsi (裁きの雷; Hepburn: Sabaki no ikazuchi?; Thunder of Judgement) (alapelgondolás/szöveg: EXIAD)
- Dragdoll dan (ドラグドール団; Hepburn: Doragudōru dan?; Dragdoll Group) (elutasították a Tezuka-díjra jelölését)

### Egyéb közreműködések
- Anna Kyoyama, a Sámán király egyik főszereplője az aomori prefektúrai rendőrség kabalája.[6]
- Takara Tomy Smash Bomber (スマッシュボマー?) című sorozatához művészi felügyelőnek kérték fel Takeit Kató Daigo (加藤 大悟; Hepburn: Daigo Katō?) asszisztens mellé. A sorozat a V-Jump magazinban futott a 2006 8–10. számig, s 3 fejezet után törölték, így terjedelme nem érte el az első fejezetben bejelentett 197 oldalt.
- Takei készítette el a szereplők dizájnját a Hanhel Tsunagin (ハンヘル・ツナーギン; Hepburn: Hanheru Tsunāgin?) és a Phantasy Star Portable 2 videojátékokhoz.[7]
- Takei készítette el a szereplők dizájnját a Garo: Honó no kokuin animesorozathoz.

## Fordítás
- Ez a szócikk részben vagy egészben  a   Hiroyuki Takei című angol Wikipédia-szócikk ezen változatának fordításán alapul.  Az eredeti cikk szerkesztőit annak laptörténete sorolja fel. Ez a jelzés csupán a megfogalmazás eredetét és a szerzői jogokat jelzi, nem szolgál a cikkben szereplő információk forrásmegjelöléseként.